# Hội Tiêu chuẩn và Bảo vệ người tiêu dùng Việt Nam
Hội Khoa học và Kỹ thuật về Tiêu chuẩn và Chất lượng Việt Nam (Vietnam Standards and Quality Association - viết tắt là Vinastas) là một tổ chức xã hội - nghề nghiệp, tự nguyện, không vì mục đích lợi nhuận của những người hoạt động trong các lĩnh vực tiêu chuẩn, chất lượng và bảo vệ quyền lợi người tiêu dùng nhằm mục đích: Tập hợp, đoàn kết, giúp đỡ hội viên nâng cao trình độ nghề, xây dựng và áp dụng các biện pháp kỹ thuật, công nghệ trong lĩnh vực tiêu chuẩn, chất lượng và bảo vệ quyền lợi của người tiêu dùng Việt Nam.
Hội Khoa học và Kỹ thuật về Tiêu chuẩn và Chất lượng Việt Nam là thành viên của Liên hiệp các Hội Khoa học và Kỹ thuật Việt Nam (VUSTA) và tổ chức Quốc tế Người tiêu dùng (CI).

## Lịch sử

### Tách Hội[3]
Ngày 22/8/2018, Vinastas đã tổ chức Đại hội và ra Nghị quyết thông qua Đề án thành lập Hội Bảo vệ Người tiêu dùng tách từ Vinastas. Phần còn lại sẽ đổi tên thành Hội Khoa học và Kỹ thuật về Tiêu chuẩn và Chất lượng Việt Nam và vẫn lấy tên là Vinastas.
Theo đề nghị từ Đề án của Vinastas và được sự nhất trí của Bộ Công Thương và Bộ Khoa học và Công nghệ, ngày 31/10/2018, Bộ Nội vụ đã ban hành Quyết định 2453/QĐ-BNV cho phép tách Vinastas thành VICOPRO và Hội Khoa học và Kỹ thuật về Tiêu chuẩn và Chất lượng Việt Nam nhưng vẫn có tên giao dịch quốc tế và tên viết tắt là Vinastas.
Hiện cả nước có 54 hội địa phương của Vinastas, trong đó có 40 hội mang tiên Hội bảo vệ Người tiêu dùng, 13 hội mang tên Hội Tiêu chuẩn và Bảo vệ Người tiêu dùng, 1 hội mang tên Hội Đo lường và Bảo vệ Người tiêu dùng.
Với việc thành lập Hội Bảo vệ Người tiêu dùng, phần lớn các hội địa phương, các tổ chức trực thuộc, đơn vị thành viên đều theo về Hội Bảo vệ Người tiêu dùng.
Sau khi tách hội, trong số 54 hội địa phương có 50 hội đăng ký tham gia Hội Bảo vệ Người tiêu dùng, 3 hội đăng ký tham gia Hội Khoa học và Kỹ thuật về Tiêu chuẩn và Chất lượng Việt Nam. Hội ở Hà Nội và Hưng Yên chưa đăng ký. Trước đó Bắc Kạn đăng ký tham gia Hội Bảo vệ Người tiêu dùng nhưng trước đại hội đã tự giải thể do không có kinh phí hoạt động.
Trong 10 tổ chức trực thuộc Vinastas có 7 tổ chức đăng ký tham gia Vinastas, 3 đơn vị đăng ký tham gia Hội Bảo vệ Người tiêu dùng. Trong 5 tổ chức thành viên có 3 tổ chức đăng ký tham gia Hội Bảo vệ Người tiêu dùng, còn 2 tổ chức đã lâu không hoạt động. Ngoài các đơn vị, tổ chức trên cũng có thêm 2 tổ chức và 5 cá nhân đăng ký tham gia Hội Bảo vệ Người tiêu dùng.

## Tôn chỉ hoạt động
Hội Khoa học và Kỹ thuật về Tiêu chuẩn và Chất lượng Việt Nam là tổ chức xã hội - nghề nghiệp của công dân, pháp nhân Việt Nam hoạt động lĩnh vực khoa học và kỹ thuật về tiêu chuẩn và chất lượng nhằm mục đích tập hợp, đoàn kết hội viên, bảo vệ quyền và lợi ích hợp pháp của hội viên; tham gia hoạt động khoa học và kỹ thuật về tiêu chuẩn, chất lượng để góp phần nâng cao năng suất, chất lượng sản phẩm, hàng hóa tạo thuận lợi cho các doanh nghiệp Việt Nam và lợi ích của cộng đồng theo quy định của pháp luật.

## Phạm vi hoạt động và địa vị pháp lý
1. Hội được thành lập và hoạt động theo nguyên tắc tự nguyện, tự quản, tự trang trải về kinh phí. Hội làm việc theo nguyên tắc tập trung, dân chủ, quyết định theo đa số.
2. Hội hoạt động trên phạm vi cả nước, theo Hội Khoa học và Kỹ thuật về Tiêu chuẩn và Chất lượng Việt Nam đã được cơ quan nhà nước có thẩm quyền phê duyệt và tuân thủ theo Hiến pháp, pháp luật nước Cộng hòa xã hội chủ nghĩa Việt Nam.
3. Hội chịu sự quản lý nhà nước của Bộ Công thương và các Bộ, ngành có liên quan về lĩnh vực Hội hoạt động theo quy định của Pháp luật.
4. Hội có tư cách pháp nhân, con dấu, biểu tượng và tài khoản riêng. Cơ quan ngôn luận của Hội là Tạp chí Chất lượng và cuộc sống, được thành lập theo quy định của pháp luật.
5. Trụ sở chính của Hội đặt tại Hà Nội. Hội có văn phòng đại diện tại các tỉnh, thành phố trực thuộc Trung ương theo quy định của Pháp luật.

## Hoạt động

### Chương trình khảo sát cà phê trên thị trường
Ngày 11/07/2016, Hội Khoa học và Kỹ thuật về Tiêu chuẩn và Chất lượng Việt Nam (Vinastas) công bố bảng báo cáo khảo sát cà phê trên thị trường một số tỉnh và thành phố. Trong 253 mẫu khảo sát thực hiện tại 4 tỉnh thành phố gồm Hà Nội, TP Hồ Chí Minh, Bình Dương và Sóc Trăng, có tới 5 mẫu không có caffeine.

### Chương trình khảo sát nước mắm 2016
Hôm 18/10/2016, Hội Khoa học và Kỹ thuật về Tiêu chuẩn và Chất lượng Việt Nam (Vinastas) công bố trên website của họ: "Chỉ có 25 trong tổng số 150 mẫu nước mắm được lấy thử nghiệm (tương ứng 16,67%) đạt theo TCVN 5107:2003, 104 (69%) mẫu nước mắm không đạt chỉ tiêu về asen (thạch tín) - một loại á kim cực độc." 
Hội Khoa học và Kỹ thuật về Tiêu chuẩn và Chất lượng Việt Nam sau đó nói về vấn đề này, kết quả cho thấy trong gần 67% mẫu nước mắm khảo sát có chứa arsen tổng vượt mức quy định trong QCVN 8-2:2011:BYT. Bên cạnh đó, số liệu thử nghiệm cũng cho thấy nước mắm có độ đạm càng cao thì tỷ lệ mẫu có arsen tổng càng cao. Tuy nhiên kết quả thử nghiệm này mới chỉ thông tin về tổng hàm lượng arsen tức là bao gồm cả arsen hữu cơ và arsen vô cơ, trong đó đặc biệt là arsen vô cơ có tính độc hại cao, ảnh hưởng đến sức khỏe của người tiêu dùng. Chính vì vậy Vinastas tiến hành thử nghiệm tiếp hàm lượng arsen vô cơ trong 20 mẫu khảo sát có hàm lượng arsen tổng vượt mức quy định. Kết quả cho thấy cả 20 mẫu đều không phát hiện có arsen vô cơ với giới hạn phát hiện là 0,01 mg/L. Hàm lượng nitơ toàn phần của 51% mẫu khảo sát có mức độ chênh lệch giữa hàm lượng công bố trên nhãn và kết quả thử nghiệm khá lớn- từ 5% đến trên 50%. Hiện tại, hàm lượng nitơ toàn phần đang được sử dụng làm cơ sở chủ yếu để tính giá thành sản phẩm nước mắm. Như vậy với kết quả của các mẫu khảo sát này cho thấy mỗi năm người tiêu dùng phải chi ra hàng ngàn tỷ để mua giá trị ảo của nước mắm.
Bộ Y tế, dựa theo kiểm nghiệm của Viện kiểm nghiệm An toàn vệ sinh quốc gia, Viện Dinh dưỡng, Viện Y tế Công cộng TP.Hồ Chí Minh và Viện Pasteur Nha Trang, cho biết, 100% mẫu nước mắm được kiểm nghiệm không phát hiện arsen vô cơ.

#### Tranh cãi
Chương trình khảo sát nước mắm của Vinastas được thực hiện dựa vào một doanh nghiệp tài trợ giấu tên, cùng với việc công bố thông tin chưa rõ ràng đã gây nên những tranh cãi về tính độc lập và công bằng của kết quả khảo sát. Tuy nhiên, ngay trước khi Vinastas công bố thông tin, trên báo Thanh Niên xuất hiện thông tin Masan yêu cầu thanh tra toàn diện ngành mắm. Masan phủ nhận đã tài trợ Vinastas về lần khảo sát này.
Theo báo Dân Trí online, trong chỉ tiêu kiểm tra của thế giới đều không hề nói tới arsen tổng. Khi kiểm nghiệm cũng chỉ quan tâm và công bố lượng arsen vô cơ có trong sản phẩm. Tất cả các mẫu nước mắm của Vinastas kiểm nghiệm đều không nhắc tới arsen vô cơ.
Trong khi arsen vô cơ có độc tính mạnh, arsen hữu cơ có nguồn gốc từ các loài cá, hải sản không có độc tính và nhanh chóng đào thải khỏi cơ thể con người.
Báo Thanh Niên đã viết bài xin cáo lỗi cùng người dân, bạn đọc, các nhà sản xuất nước mắm về những bài viết "khác biệt so với kết luận của Bộ Y tế, vì mang tính chủ quan và thiếu am hiểu về thạch tín trong nước mắm." Tờ báo cũng cho biết đã "gỡ bỏ 5 bài viết đã được đăng tải trên Báo Thanh Niên online (Gồm các bài: Nước + hóa chất = nước mắm công nghiệp, ngày 10.10.2016; Làm gì để nước mắm Việt vươn ra thế giới? Đi tìm nước mắm sạch, ngày 11.10.2016; Cẩn trọng với hàm lượng thạch tín, ngày 12.10.2016; Tiêu chuẩn nào cho nước mắm Việt? ngày 13.10.2016; Lỗ hổng trong quy định về phụ gia thực phẩm, ngày 17.10.2016).